# آراکائول
آراکائول (انگلیسی: Arkaul) یک شهرک در شهرستان بلاگووشچنسکی باشقیرستان کشور روسیه است.